# Marina Melnikova
Marina Anatolyevna Melnikova (em russo: Марина Анатольевна Мельникова); nascida em 5 de fevereiro de 1989 em Perm, antiga União Soviética) é uma tenista profissional russa. 
Melnikova ganhou 7 títulos da ITF em simples e 15 em duplas. No circuito WTA, ela obteve sua melhor classificação no ranking de simples como N° 170 em 4 de maio de 2015, e como N° 80 em duplas em 20 de junho de 2016.

## Vida pessoal e antecedentes
Melnikova é atualmente treinada por Oleg Mannapov. Seu pai é Anatoliy, a mãe é Elena e o irmão é Sergey. Ela começou a jogar aos sete anos, quando foi apresentada ao esporte por seu pai. Suas quadras favoritas são as duras e as de saibro. Depois de terminar a escola em 2008, ela se mudou da Rússia para a Alemanha e fala fluentemente inglês e alemão.
Melnikova treina em Marl e joga pelo Dortmunder TK RW 98, time da liga da Vestfália.

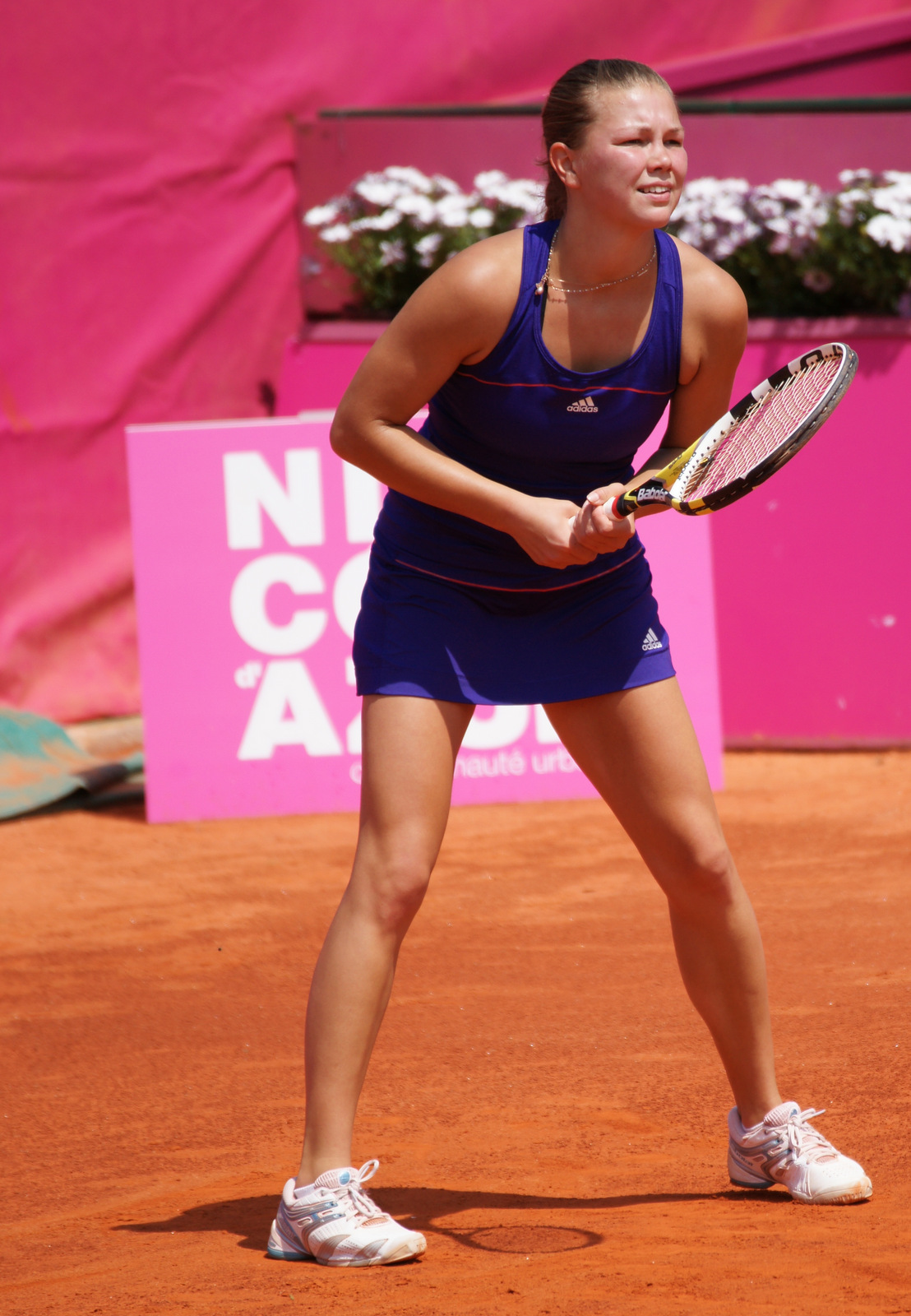
Melnikova em 2011.
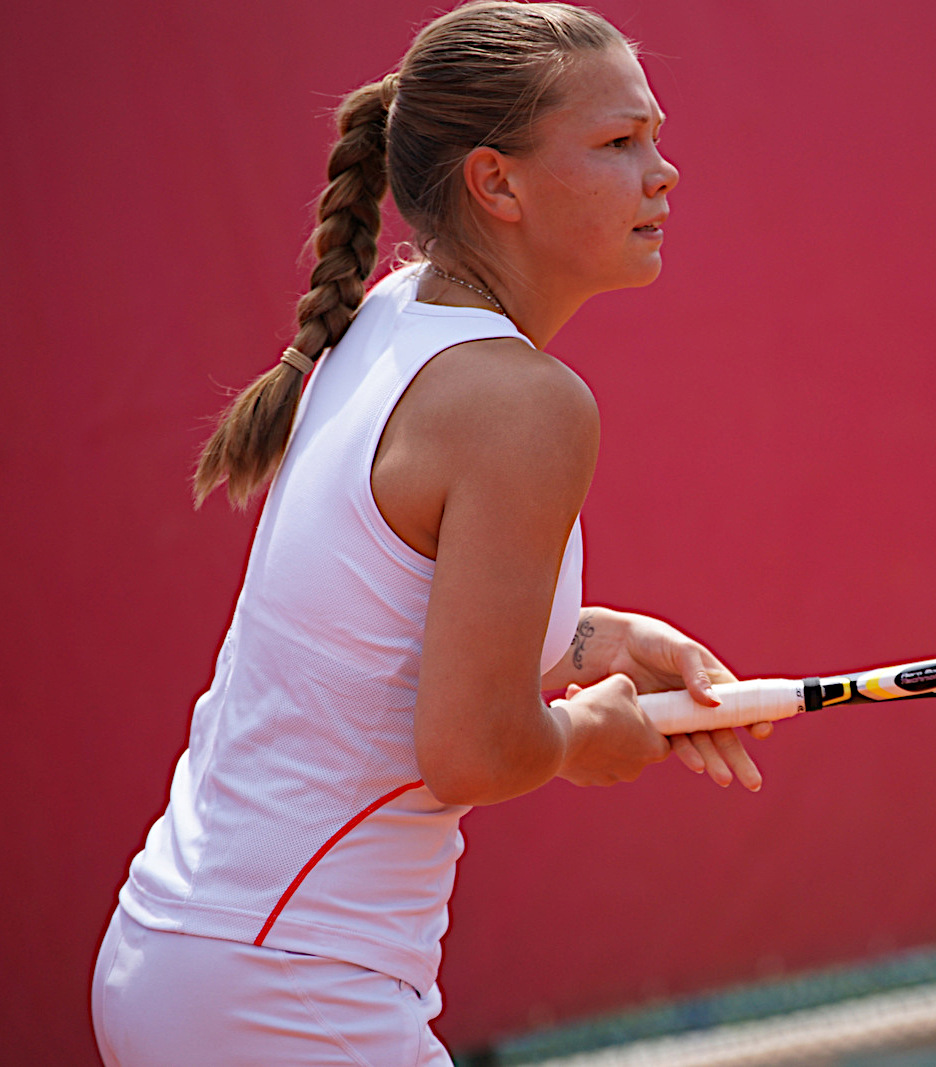
Melnikova em 2013.
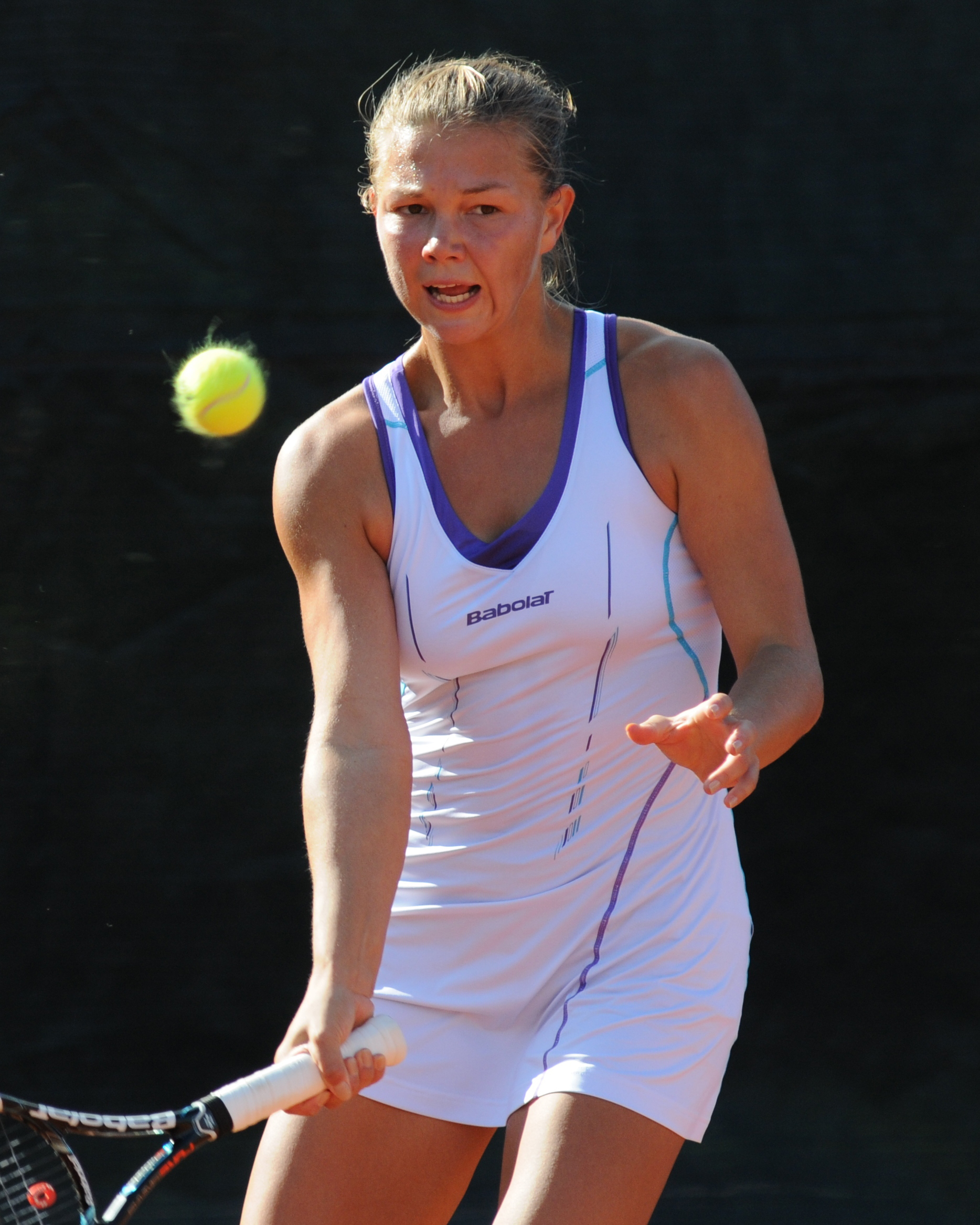
Melnikova em 2014.
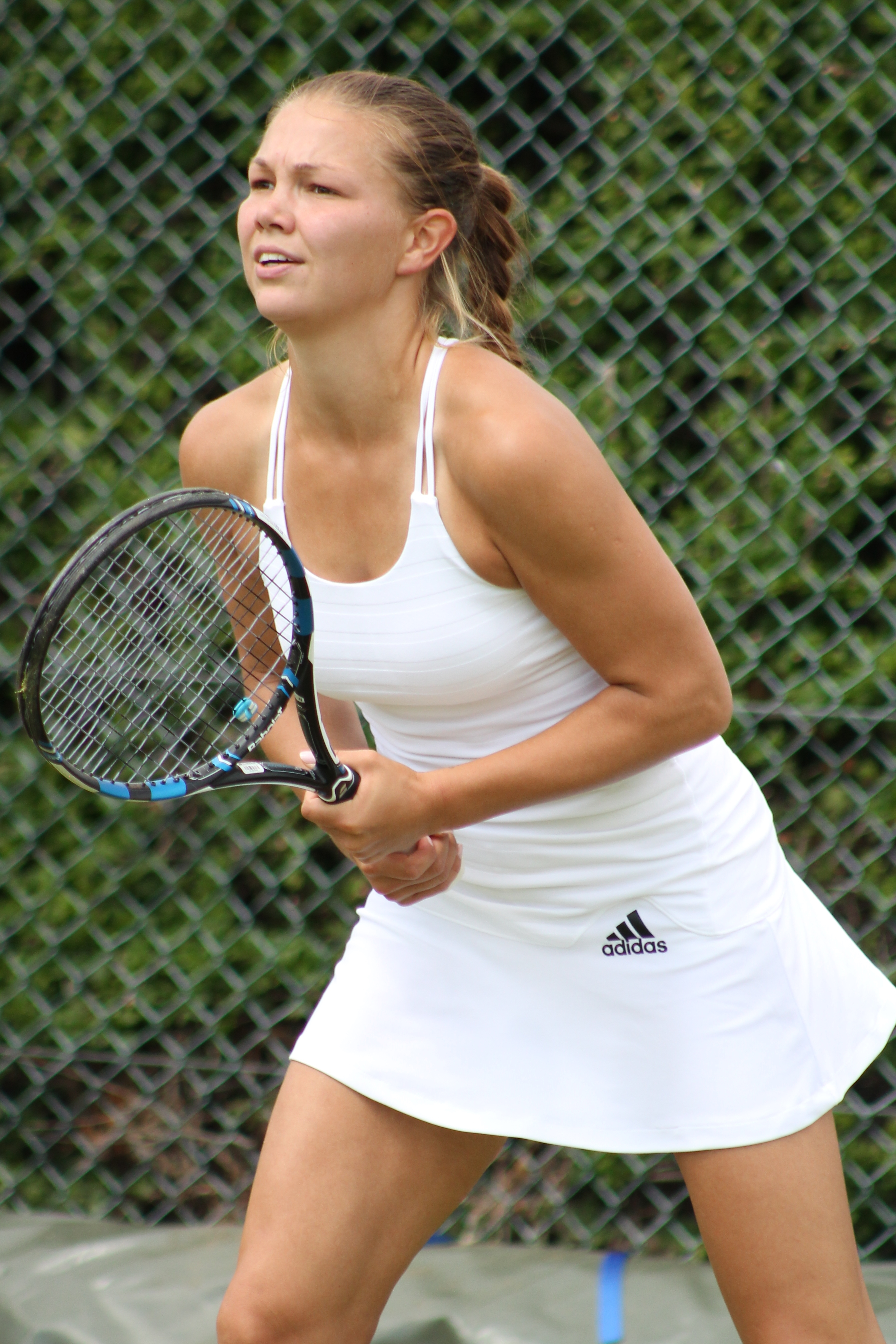
Melnikova em 2015.

## Estatísticas da carreira

### Quadros de linha de tempo
| V | F | SF | QF | #R | RR | Q# | P# | NQ | NP | Z# | PO | O | P | B | NTM | NTI | A | NO |

 •  (V) vencedor; (F) finalista; (SF) semifinalista; (QF) quartas de final; (#R) rodada 4, 3, 2, 1; (RR) round-robin; (Q#) rodada qualificatória;  (NQ) não qualificado; (NP) não participou;  (NO) não ocorreu; (TS) taxa de sucesso (eventos vencidos / participados); (V–P) jogos vencidos-perdidos.
 •  Para evitar confusões e contagem em duplicidade, esses quadros são atualizados após a conclusão de um torneio ou quando a participação de um jogador termina.

#### Simples
| Tournament        | 2014 | 2015 | 2016 | ... | 2020 | 2021 | 2022 | 2023 | V–P |
| ----------------- | ---- | ---- | ---- | --- | ---- | ---- | ---- | ---- | --- |
| Australian Open   | NP   | Q1   | NP   |     | Q1   | Q1   | Q1   | NP   | 0–0 |
| Aberto da França  | NP   | Q1   | NP   |     | Q1   | Q1   | Q2   | Q1   | 0–0 |
| Wimbledon         | NP   | Q2   | 1R   |     | NO   | Q1   | NP   |      | 0–1 |
| US Open           | Q1   | Q1   | Q1   |     | NP   | Q2   | Q1   |      | 0–0 |
| Vencidos-Perdidos | 0–0  | 0–0  | 0–1  |     | 0–0  | 0–0  | 0–0  | 0–1  |     |